# Gott hat das erste Wort
Gott hat das erste Wort ist ein deutsches Kirchenlied. Die Melodie des ursprünglich niederländischen Liedes stammt von Gerard Kremer (1919–1970). Den niederländischen Text verfasste Jan Wit (1914–1980). Das 1959 entstandene Lied übertrug Markus Jenny 1970 ins Deutsche. Es steht im Evangelischen Gesangbuch (EG 199) und ist im Gebiet der deutschsprachigen evangelischen Kirchen eines der beiden Wochenlieder für den Sonntag Sexagesimae.

## Entstehung
Im niederländischen Original heißt das Lied „God heeft het eerste Woord“. Jan Wit schrieb es 1959 und gab ihm den Titel „Neujahrslied“. 1965 veröffentlichte er es in einer seiner Liedersammlungen.

## Inhalt und Gestalt des Textes
Das Lied kreist um die Wirkmächtigkeit des göttlichen Wortes, zunächst im Sinne der göttlichen Schöpfermacht, dann aber auch im Sinne der göttlichen Offenbarung und des göttlichen Richtspruchs im Weltgericht.

## Melodie
Die Melodie ist hypoaeolisch. Es liegt ein natürliches g-Moll (ohne Leitton) vor. Das Tonmaterial besteht aus insgesamt 7 Tönen. Auf diese Weise entsteht eine dichte melodische Aussage.